# L'amour chante et danse
Pour plus de détails, voir Fiche technique et Distribution.
L'amour chante et danse (Holiday Inn) est un film de Noël américain réalisé par Mark Sandrich, sorti en 1942.

## Synopsis
Deux danseurs, Jim Hardy et Ted Hanover, sont tous les deux amoureux de leur partenaire, Lila Dixon. La jeune fille manifestant une préférence pour Ted, Jim se retire du music-hall et fonde un hôtel ouvert uniquement les jours fériés, qu'il appelle le « Holiday Inn ». Il tombe rapidement amoureux de sa collaboratrice dans l'affaire, Linda Mason, qui se révèle une excellente chanteuse et danseuse. Lorsque Lila largue Ted, celui-ci vient retrouver son ancien partenaire à l'hôtel et danse, ivre, avec Linda. Le lendemain, Ted ne sait plus avec qui il a dansé mais il pense qu'elle serait une bonne remplaçante pour Lila. Il se lance à sa recherche, Jim lui ayant caché par jalousie qu'il s'agit de sa collègue. Quand Ted retrouve Linda, il tombe amoureux d'elle et tente de la convaincre de faire du cinéma. Quelque temps plus tard, Jim vient sur le tournage du film (ayant pour sujet son hôtel) et surprend la jeune fille au milieu d'une scène. Ted ayant retrouvé Lila, tout le monde s'avère heureux.

## Fiche technique
- Titre : L'amour chante et danse
- Titre original : Holiday Inn
- Réalisation : Mark Sandrich, assisté de Charles C. Coleman et Oscar Rudolph (tous deux non crédité)
- Scénario : Claude Binyon et Elmer Rice, d'après une idée originale de Irving Berlin
- Production : Mark Sandrich
- Musique : Robert Emmett Dolan
- Chansons : Irving Berlin
- Photographie : David Abel
- Montage : Ellsworth Hoagland
- Direction artistique : Roland Anderson et Hans Dreier
- Décors de plateau : Sam Comer et Ray Moyer (non crédités)
- Costumes : Edith Head
- Chorégraphie : Danny Dare
- Société de production : Paramount Pictures
- Budget : 3,2 millions de dollars (2,34 millions d'euros)
- Pays d'origine :  États-Unis
- Langue : anglais
- Format : Noir et blanc - 1,37:1 - Mono - 35 mm
- Genre : Comédie dramatique, comédie musicale
- Durée : 100 minutes
- Dates de sortie : 
  - États-Unis : 4 août 1942 (première à New York)
  - France : 7 mai 1947

## Distribution
- Bing Crosby : Jim Hardy
- Fred Astaire : Ted Hanover
- Marjorie Reynolds : Linda Mason
- Virginia Dale : Lila Dixon
- Walter Abel : Danny Reed
- Louise Beavers : Mamie
- Irving Bacon : Gus
- Marek Windheim : François
- James Bell : Dunbar
- John Gallaudet : Parker
- Shelby Bacon : Vanderbilt
- Joan Arnold : Daphne

Et, parmi les acteurs non crédités :
- Leon Belasco : le propriétaire de la boutique de fleurs
- Karin Booth : une employée du vestiaire à chapeaux
- Robert Homans : Pop
- Bud Jamison : le Père Noël
- Douglas MacArthur : lui-même (images d'archives)
- Franklin D. Roosevelt : lui-même (images d’archives)

## Autour du film
- Le tournage s'est déroulé à Monte Rio et dans le comté de Sonoma, du 18 octobre 1941 au 30 janvier 1942.
- La chanson Noël blanc (White Christmas) créée par Bing Crosby dans le film restera l'un de ses plus grands succès et donnera son titre au remake de 1954.
- Lorsqu'elle chante, l'actrice Marjorie Reynolds est doublée par Martha Mears.
- Le premier hôtel de la chaîne Holiday Inn fut nommé ainsi par son architecte, Eddie Bluestein, en référence au film.
- Deux autres films avec Bing Crosby furent construits sur un schéma identique : La Mélodie du bonheur (Blue Skies) en 1946, et Noël blanc (White Christmas) en 1954.

## Bande originale
- I'll Capture Your Heart Singing, interprété par Fred Astaire, Bing Crosby et Virginia Dale
- Lazy, interprété par Bing Crosby
- You're Easy to Dance With, interprété par Fred Astaire
- White Christmas, interprété par Bing Crosby et Martha Mears
- Happy Holidays, interprété par Bing Crosby, Martha Mears, Shelby Bacon et Joan Arnold
- (Come To) Holiday Inn, interprété par Bing Crosby et Martha Mears
- Let's Start the New Year Right, interprété par Bing Crosby
- Abraham, interprété par Bing Crosby, Martha Mears, Shelby Bacon et Joan Arnold
- Be Careful, It's My Heart, interprété par Bing Crosby
- I Can't Tell a Lie, interprété par Fred Astaire
- Easter Parade, interprété par Bing Crosby
- Let's Say It with Firecrackers, interprété par Fred Astaire
- Song of Freedom, interprété par Bing Crosby
- (I've Got) Plenty to Be Thankful For, interprété par Bing Crosby
- Oh, How I Hate to Get Up in the Morning, interprété par Irving Berlin

## Distinctions
- Oscar de la meilleure chanson originale en 1942 pour White Christmas, ainsi qu'une nomination aux Oscars du meilleur scénario et de la meilleure musique.